# Peter Höhne
Peter Höhne (* 29. Oktober 1951) ist ein deutscher Handballtrainer und ehemaliger Handballtorwart.

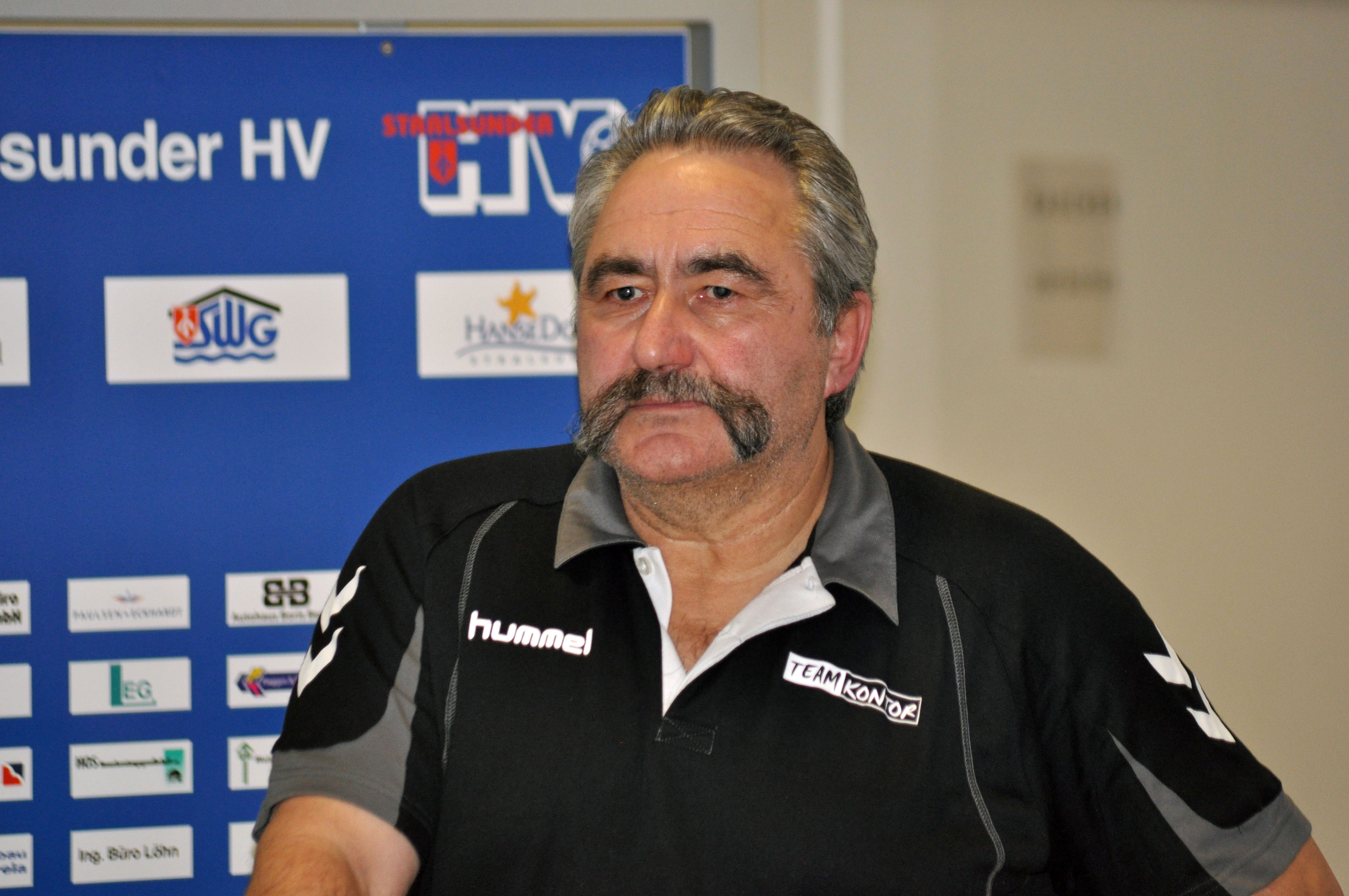
Peter Höhne (2011)

Er begann seine aktive Karriere bei der SG Dynamo Brandenburg-West, von wo er zur BSG Stahl Brandenburg wechselte. Anschließend spielte er drei Jahre beim SC Dynamo Berlin, danach wieder in Brandenburg. 1987 spielte er nach einem Achillessehnenriss noch ein Jahr in der Oberliga und beendete dann seine aktive Karriere.
Mit Brandenburg spielte er in der höchsten Spielklasse der DDR, der Oberliga.
Er wurde Trainer bei Dynamo Brandenburg und 1995 beim HSV Blau-Weiß Insel Usedom. Hier wurde er nach seinem Traineramt auch Manager. Im Februar 2006 kehrte Peter Höhne nach Brandenburg zurück und übernahm das Traineramt des SV 63 Brandenburg-West. 2011 stieg er mit dem SV 63 in die 3. Liga auf. Nach dem sofortigen Wiederabstieg gab Höhne dieses Amt ab und wurde sportlicher Leiter des SV 63 Brandenburg-West.

## Belege
1. ↑  doberan-handball.de: DSV-Sieben duelliert sich mit Absteiger (Memento vom 18. Januar 2015 im Internet Archive), abgerufen am 18. Januar 2015.

- Marcus Alert: Ein schönes Geburtstagsgeschenk wäre ein Sieg bei Tarp-Wanderup. Peter Höhne feiert heute 60. In: Märkische Allgemeine. 29. Oktober 2011, abgerufen am 8. November 2012.